# Miconia dumetosa
Miconia dumetosa är en tvåhjärtbladig växtart som beskrevs av Célestin Alfred Cogniaux. Miconia dumetosa ingår i släktet Miconia och familjen Melastomataceae. Inga underarter finns listade i Catalogue of Life.